# Sepiolite
La sepiolite è un minerale scoperto nel 1847, un fillosilicato idrato di magnesio.
Fu Ernst Friedrich Glocker (1793 - 1858), mineralogista e geologo stratigrafico tedesco che le diede il nome, alludendo al fatto che il suo aspetto ricorda l'osso di seppia.
In ragione del fatto che è possibile trovarla galleggiante sulle acque del Mar Nero, viene comunemente chiamata schiuma di mare.

## Abito cristallino
Prevalentemente criptocristallini ortorombici fibrosi, rari.

## Origine e giacitura
La genesi è secondaria in rocce sedimentarie, deriva dall'alterazione del serpentino. La paragenesi è con serpentinite e opale. Il minerale si trova anche associato alla magnesite (magnesio carbonato).

## Forma in cui si presenta in natura
Si presenta in aggregati terrosi, a volte massivi e in aggregati fibrosi e porosi.

## Caratteri chimico-fisici
Appena estratto è molle, ma indurisce quando esposto al calore solare o quando essiccato in un apposito ambiente. Ha la caratteristica di assorbire velocemente acqua e anche sostanze grasse, senza deformarsi. Assaggiato con la punta della lingua, l'allappa. Ha una luminescenza a volte bianco-giallastra, a volte bianco-bluastra. Fonde con difficoltà, è inattaccabile dagli acidi, fatta eccezione dell'acido cloridrico. In tubo chiuso dà H2O; va pulita con acqua distillata.

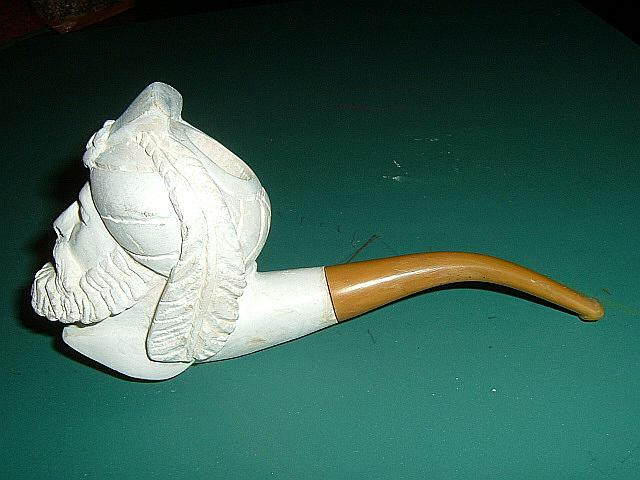
Una pipa in schiuma di mare.

## Località di ritrovamento
La maggior parte della schiuma di mare che si trova in commercio proviene dall'Asia Minore, in particolare dalla zona circostante la città di Eskişehir, in Turchia, dove la si trova in masse nodulari irregolari, in depositi alluvionali da dove la si estrae. Si dice che nel distretto di Eskişehir ci siano circa 4.000 pozzi che conducono a gallerie orizzontali da dove si estrae la schiuma di mare. I principali luoghi di estrazione sono a Sepetdji-Odjaghi e a Kemikdji-Odjaghi, che si trovano a circa 32 chilometri dalla città. La pietra si trova anche, seppur in quantità minori, in Grecia, intorno alla città di Tebe e sulle isole Eubea e Samos, inoltre anche a Hrubschitz vicino Kromau in Moravia. Si trova anche, sempre in quantità limitate, in Francia, Spagna e Marocco. Negli Stati Uniti la si trova a Nottingham, centro della Contea di Chester in Pennsylvania ed in Carolina del Sud e nello Utah.
In Italia si possono ritrovare masse compatte a Vipiteno, nella Val Passiria e nella Val di Vizze, tutte località dell'Alto Adige.

## Utilizzi

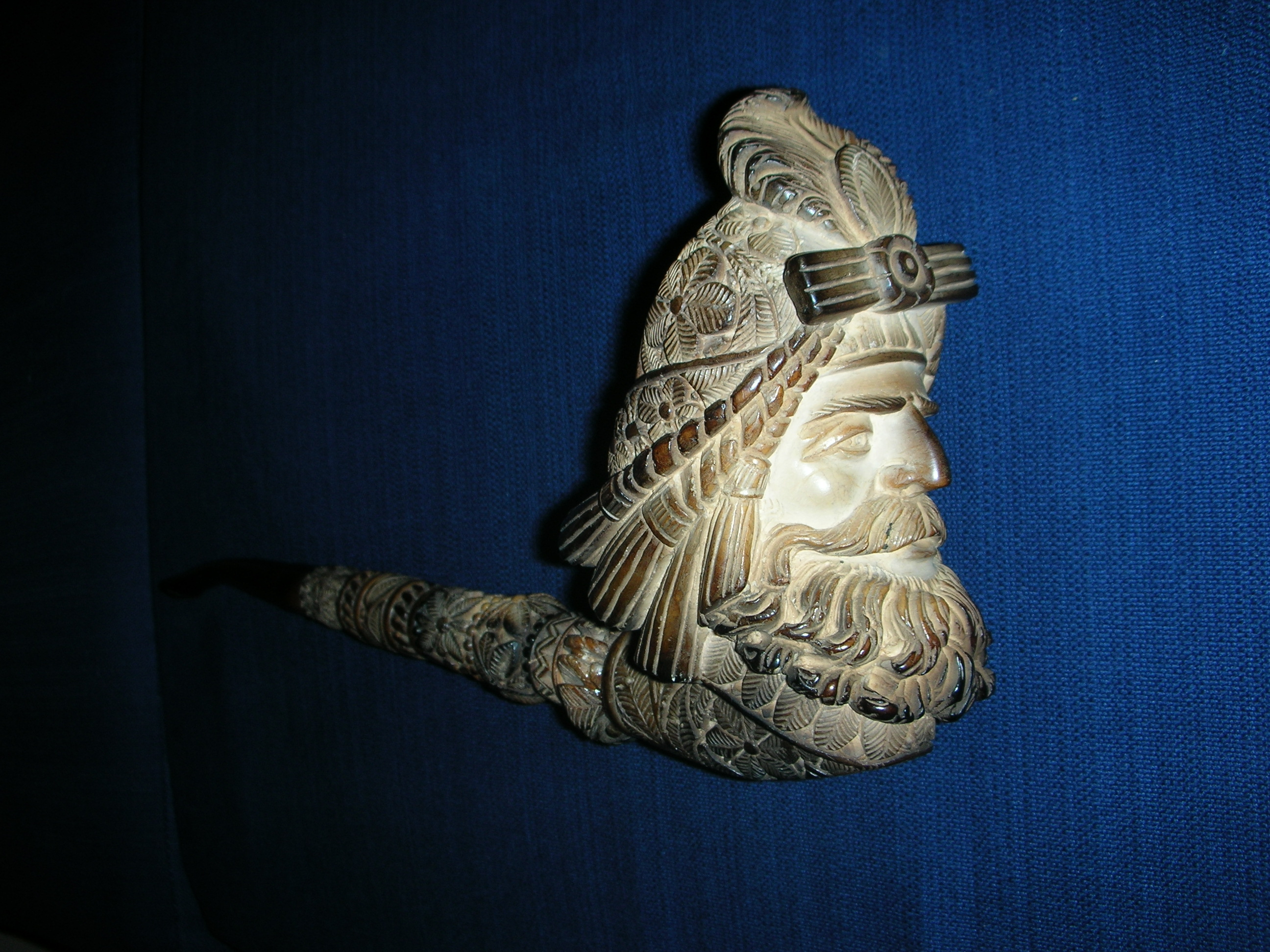
Una pipa in sepiolite proveniente da Eskişehir

La sepiolite viene utilizzata in impasti per restauri di marmi, come statue e superfici.
In edilizia viene impiegata per la pulitura della pietra. La sua capacità di rilasciare lentamente acqua viene infatti sfruttata per sciogliere i depositi a base di gesso comunemente noti come "croste nere".
Occasionalmente è utilizzata come sostituto del sapone, grazie alla sua capacità di assorbire sversamenti di oli grassi e liquidi, e come materiale da costruzione. Nel campo ferroviario si sta sperimentando l'uso come grippante nelle sabbiere dei mezzi di trazione. 
La sepiolite è utilizzata anche per realizzare piccole sculture e utensili, quali ad esempio pipe, spesso ornate da artistiche decorazioni, bocchini per sigarette e anche piccoli incensieri utilizzati nel Corno d'Africa e chiamati dabqaad. Le pipe in sepiolite, chiamate pipe Meerschaum (dalla parola tedesca per "schiuma di mare"), sono in particolare piuttosto rinomate poiché, grazie alla porosità del minerale di cui sono composte, riescono ad assorbire l'umidità e il catrame di tabacco], permettendo quindi di ottenere un fumo fresco, asciutto e aromatico.
Ridotta in granelli, la sepiolite è poi commercializzata come lettiera igienica per animali domestici.